# Micrurus albicinctus
Micrurus albicinctus là một loài rắn trong họ Rắn hổ. Loài này được Amaral mô tả khoa học đầu tiên năm 1925.